# Iván Martínez Martí
Iván Martínez Martí (Murcia, 13 de agosto de 1996), es un futbolista español. Juega como Portero y su actual equipo es el  Club Polideportivo Cacereño  de la Primera Federación de España.

## Trayectoria
Se formó en las categorías inferiores del Real Murcia con cuyo filial, el Real Murcia Imperial, debutó en Tercera Federación jugando 2 partidos. Tras tres temporadas alternando el filial murcianista con las convocatorias del primer equipo, aunque sin llegar a debutar en este, dio el salto a la Segunda División B con el FC Jumilla. No logró asentarse inmediatamente en esta categoría y alterno su presencia en ella con retornos a la tercera militando en clubes como el Estudiantes de Murcia CF, el Mazarrón FC y el Lorca Deportiva. Tras llegar al Yeclano Deportivo, logró disputar por primera vez más de 25 partidos en una temporada consiguiendo el ascenso a la Segunda Federación. Después de un año en el Racing Cartagena regresa al Yeclano para debutar en Primera Federación donde disputó 37 encuentros y se asienta como el tercer portero menos goleado de la categoría a pesar del descenso del equipo. En la jornada 14 de esa temporada consiguió el reconocimiento a "Mejor Parada" por parte del público en redes sociales. Su buena temporada en la tercera categoría le valió para continuar en ella firmando por el recién ascendido CP Cacereño.

## Clubes
| Club                 | País   | Año       |
| -------------------- | ------ | --------- |
| Real Murcia Imperial | España | 2014-2018 |
| Jumilla CF           | España | 2018-2019 |
| Estudiantes Murcia   | España | 2018      |
| Mazarrón FC          | España | 2019-2020 |
| Lorca Deportiva      | España | 2020-2021 |
| Yeclano Deportivo    | España | 2021-2023 |
| Racing Cartagena     | España | 2023-2024 |
| Yeclano Deportivo    | España | 2024-2025 |
| CP Cacereño          | España | 2025-     |